# أحمد الشيبة
أحمد الشيبة (16 يونيو 1990 - 28 سبتمبر 2022)، هو عازف عود يمني شهير. اكتسب شعبية وحضور كبيرين في الساحة الفنية عالمياً وعربياً عبر منصات التواصل الإجتماعية وعدة حفلات في منطقة الخليج العربي والولايات المتحدة الإمريكية. اشتهر الشيبة بإعادة توزيع الموسيقى والأغاني العالمية والعربية باستخدام العود، وكسر القاعدة المتعارف عليها بأن آلة العود لا تتماشى إلا مع الفن الشرقي.

## النشأة
وُلد الشيبة في 16 يونيو/حزيران عام 1990 وترعرع في اليمن، حيث تعلّم عزف العود سماعياً بدل قراءة النوتات الموسيقية. كان ظهوره الأول مع العود عام 2007، وبعد مشاركته في اليوم الوطني للمرأة عام 2009 تلقى العديد من الدعوات للمشاركة في الفعاليات الموسيقية باليمن مما ساهم في اتساع شهرته. ثم انتقل إلى الولايات المتّحدة الإمريكية في عام 2012 «ليُظهر للعالم جمال آلته القديمة».

## أعمال
استمتع الشيبة بتجربة عزف الموسيقى الغربية على آلة العود، رغبة منه في إظهار جمالية العود وإمكانية توظيفه لعزف أي لون موسيقي دون حصره في الفن الشرقي حيث اعتقد اعتقادا راسخا بأن جميع الآلات الموسيقية، على اختلافاتها، قادرة على الوصول إلى العالم وإظهار نواحيها الجميلة دون التقيد بخلفيتها الثقافية، لذلك استطاع الشيبة أن يستميل الجمهور في شتى أنحاء الوطن العربي، وأن يصل بموسيقاه إلى قلوب الجمهور الغربي. حيث قام بإعادة تلحين أكثر من 45 أغنية عالمية باستخدام العود، منها أغاني لمايكل جاكسون، إد شيران، ألن والكر وغيرهم ليحصد أكثر من 110 مليون مشاهدة على اليوتيوب والكثير من التفاعل عبر منصات البث المباشر الأخرى مثل سبوتيفاي، آي تيونز، وأنغامي.
كما قام أحمد الشيبة بعرف عدة ألحان عربية مأثورة وشعبية ومن أشهر المقاطع المصورة له في هذا السياق فيديو بعنوان «رحلتي حول العالم العربي»، يظهر فيه وهو يعزف مقطوعات لأغان من العديد من الدول العربية، وفيديو بعنوان «رحلتي في اليمن» الذي يحتوي على ألحان من مدن ومناطق يمنية مختلفة، وأغنية «اضحك على الأيام» لعلي بن علي الآنسي، أغنية العيد الأكثر شعبية في اليمن في عيدي الفطر والأضحى.
قدم الشيبة وفرقته الموسيقية آيضاً ألبوماً موسيقياً بعنوان «مالاهايد»، مكون من 10 مقطوعات موسيقية متنوعة، تكونت فرقة الشيبة من مجموعة عازفين محترفين مثل براين آدلر على الطبول والطار، وشانيير بلمنكرانز عازف غيتار البيس، وطارق يماني عازف البيانو والأورغ، وعلى الكلارينييت صلاح الدين ممدوسكي، وعازف القانون تامر بينارباسي.

## وفاته
توفي إثر حادث مروري بمدينة نيويورك الأمريكية في 28 سبتمبر 2022.